# Proasellus spinipes
Proasellus spinipes là một loài chân đều trong họ Asellidae. Loài này được Afonso miêu tả khoa học năm 1979.